# Twin Towers (film)
Pour les articles homonymes, voir Twin Towers.
Pour plus de détails, voir Fiche technique et Distribution.
Twin Towers est un moyen métrage américain produit et réalisé par Bill Guttentag et sorti en 2003.
Il a reçu l'Oscar du meilleur court métrage documentaire en 2003.

## Synopsis
L'héroisme de deux frères, l'un pompier et l'autre policier, pendant les attentats du 11 septembre 2001 à New York.

## Fiche technique
- Réalisation : Bill Guttentag, Robert David Port
- Production :  MOPO Entertainment, Shape Pictures, Universal TV
- Image : Scott Hillier, Jefferson Miller
- Musique : Phil Marshall
- Montage : Michael Schweitzer
- Durée : 34 minutes
- Date de sortie : janvier 2003

## Distinctions
- Oscar du meilleur court métrage documentaire lors de la 75e cérémonie des Oscars.